# Nadja Schubert
Nadja Schubert (* 1971 in Nürnberg) ist eine deutsche Blockflötistin, die nicht nur im Klassikbereich, sondern auch im Jazzgenre aktiv ist.

## Leben und Wirken
Schubert studierte Blockflöte an der Hochschule für Musik und Tanz Köln bei Günther Höller bis zum Konzertexamen 1997. Zusätzliche Anregungen gaben Walter van Hauwe, Marion Verbruggen und Han Tol. 1997 vervollständigte sie ihre musikalische Ausbildung durch ein privates Studium (Jazzimprovisation auf der Blockflöte) bei Michael Heupel.  
Bereits während ihres Studiums begann Schubert eine rege Konzerttätigkeit. Als Solistin arbeitete sie mit der Philharmonia Hungarica, dem Kölner Kammerorchester und den Deutschen Bachsolisten zusammen. Mit dem Kölner Kammerorchester unter Helmut Müller-Brühl war sie an mehreren Einspielungen von Werken von Johann Sebastian Bach für das Naxos-Label beteiligt.
Von 1992 bis 2001 bestand ihr Nadja Schubert Quartett, das u. a. in der Kölner Philharmonie (1999/2000), dem Subway (Festival des WDR 2000) in Köln und beim Bachfest Leipzig auftrat und drei Alben einspielte. Seit 1996 arbeitet sie zudem im Duo recorder & bass mit dem Bassisten Sascha Delbrouck, das gleichfalls Alben veröffentlichte. Mit ihrer aktuellen Electric Band erforscht sie auf der Blockflöte elektronische Klangwelten wie Ambient und Drum ’n’ Bass.

## Preise und Auszeichnungen
Schubert gewann 1985, 1988 und 1989 den 1. Preis beim Bundeswettbewerb Jugend musiziert. Als Mitglied des Trios Intercontri musicali wurde sie 1995 mit dem 1. Preis beim internationalen ERTA-Blockflötenensemblewettbewerb in Karlsruhe ausgezeichnet. 

## Diskographische Hinweise
- yellow & red (Laika 2000)
- Songs Unsung (Mr. D. Music 2006)
- Back on the Block (MDM/Broken Silence 2010, mit Denis Cosmar, Ulli Brodersen, Sascha Delbrouck, Oliver Rehmann)